# Ścinawa Nyska (gmina)
Ścinawa Nyska (1945–46 Ścinawa) – dawna gmina wiejska istniejąca w latach 1945–1954 i 1973–1975 w woj. śląskim i woj. opolskim (dzisiejsze woj. opolskie). Siedzibą władz gminy była Ścinawa Nyska.
Gmina zbiorowa Ścinawa powstała po II wojnie światowej (w grudniu 1945) w powiecie nyskim na terenie tzw. Ziem Odzyskanych (tzw. I okręg administracyjny – Śląsk Opolski), powierzonym 18 marca 1945 administracji wojewody śląskiego, a z dniem 28 czerwca 1946 przyłączonym do woj. śląskiego (śląsko-dąbrowskiego).
Według stanu z 1 stycznia 1946 gmina składała się z 7 gromad: Ścinawa, Biegonice, Jagielnica, Krzeszów, Lipowa, Prusinowice i Włodary. 6 lipca 1950 zmieniono nazwę woj. śląskiego na katowickie; równocześnie gmina Ścinawa Nyska wraz z całym powiatem nyskim weszła w skład nowo utworzonego woj. opolskiego.
Według stanu z 1 lipca 1952 gmina składała się z 7 gromad: Gryżów, Jegielnica, Lipowa, Rynarcice, Ścinawa Nyska, Węża i Włodary. Gmina została zniesiona 29 września 1954 wraz z reformą wprowadzającą gromady w miejsce gmin.
Jednostkę reaktywowano 1 stycznia 1973 w tymże powiecie i województwie; w skład gminy weszły obszary 9 sołectw: Gryżów, Jegielnica, Lipowa, Pleśnica, Przydroże Małe, Ścinawa Mała, Ścinawa Nyska, Węża i Wierzbięcice.
1 czerwca 1975 gmina weszła w skład nowo utworzonego (mniejszego) woj. opolskiego.
30 października 1975 gmina została zniesiona, a jej obszar przyłączony do gmin:
- Korfantów (obszary sołectw: Gryżów, Jagielnica, Pleśnica, Przydroże Małe, Ścinawa Mała, Ścinawa Nyska i Węża),
- Nysa (obszary sołectw: Lipowa i Wierzbięcice).